# Доба (Салаж)
Доба (рум. Doba) насеље је у Румунији у округу Салаж у општини Добрин. Oпштина се налази на надморској висини од 213 m.

## Становништво
Према подацима из 2002. године у насељу је живело 619 становника.

### Попис2002.
| Расподела становништва по националности 2002.‍ | Расподела становништва по националности 2002.‍ | Расподела становништва по националности 2002.‍ | Расподела становништва по националности 2002.‍ | Расподела становништва по националности 2002.‍ |
| --------------------------------------------- | --------------------------------------------- | --------------------------------------------- | --------------------------------------------- | --------------------------------------------- |
|                                               |                                               |                                               |                                               |                                               |
| Румуни                                        | Румуни                                        |                                               | 17                                            | 2,7%                                          |
| Мађари                                        | Мађари                                        |                                               | 597                                           | 96,4%                                         |
| Роми                                          | Роми                                          |                                               | 5                                             | 0,8%                                          |